# 스베티도르제섬

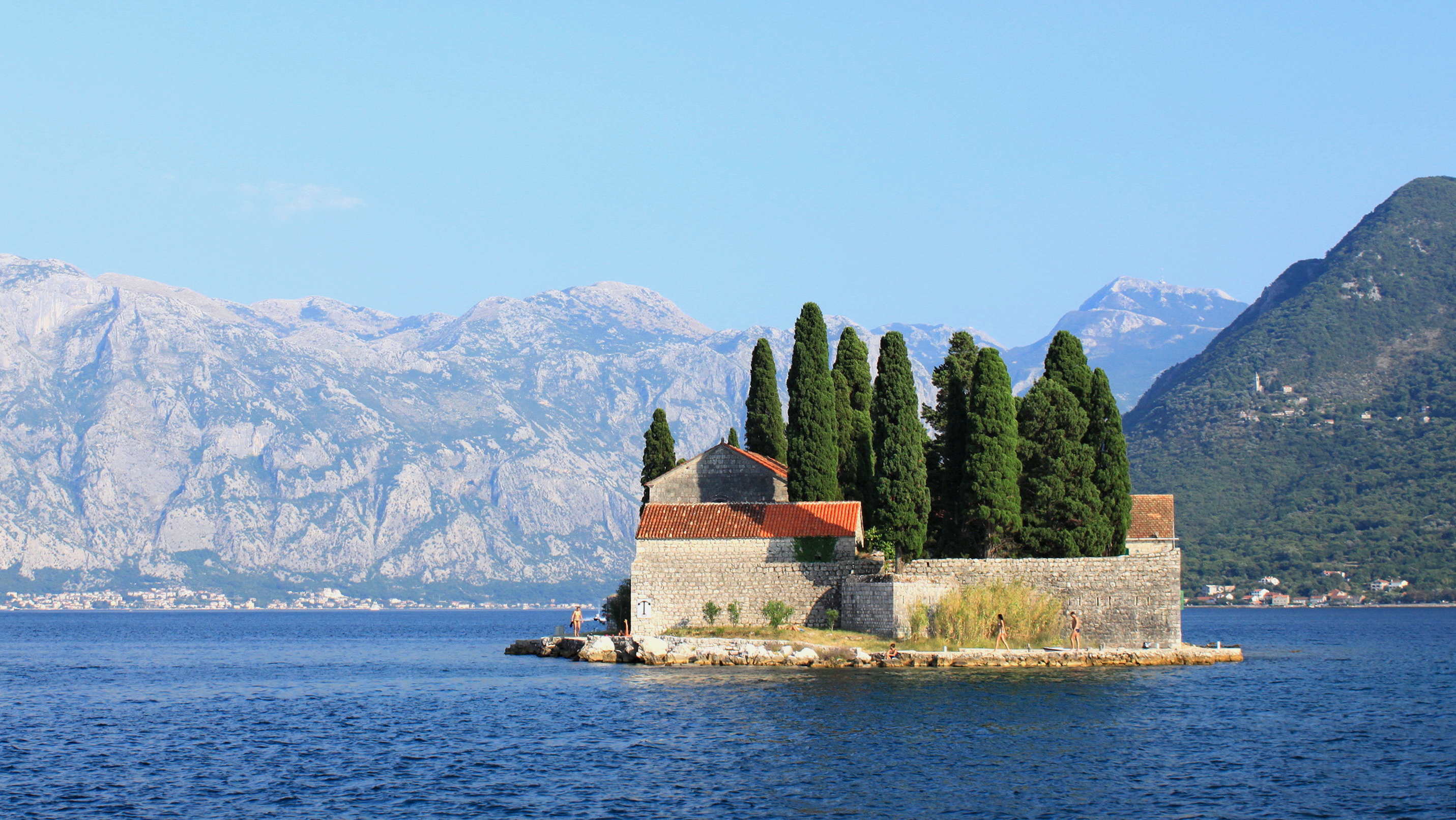
스베티도르제섬

스베티도르제섬(몬테네그로어: Острво Свети Ђорђе / Ostrvo Sveti Đorđe)은 몬테네그로 코토르만 페라스트의 해안에서 떨어진 두 개의 섬 중 하나다(다른 하나는 바위의 성모). 바위의 성모와는 달리 자연섬이다. 1813년 10월 14일 카타로 공성전 중에 작은 전투가 벌어졌는데, 그때 프랑스가 점유한 섬이 영국과 시칠리아 해군에 함락되었다. 이 섬에는 12세기에 지어진 성 조지 베네딕토회 수도원과 페라스트와 코토르 만 전체에서 멀리 떨어진 옛 귀족을 위한 오래된 묘지가 있다.